# Seznam politických stran a hnutí na Slovensku
K 24. lednu 2025 bylo na Slovensku aktivních 55 politických stran a hnutí.

## Aktivní politické strany a hnutí
1. Alternatíva pre Slovensko
2. Demokrati
3. Demokrati Slovenska
4. DOMOV národná strana
5. FÓRUM
6. HLAS - sociálna demokracia
7. JABLKO
8. KARMA
9. KDH – Kresťanskodemokratické hnutie
10. Komunistická strana Slovenska
11. Košická strana
12. Kotlebovci - Ľudová strana Naše Slovensko
13. Kresťanská únia
14. Magyar Szövetség – Maďarská aliancia
15. MODRÍ – ES
16. MOST - HÍD 2023
17. MySlovensko
18. NÁRODNÁ KOALÍCIA / NEZÁVISLÍ KANDIDÁTI
19. NOVA
20. Občianska konzervatívna strana
21. ODS - Občianski demokrati Slovenska
22. Pirátska strana - Slovensko
23. Práca slovenského národa
24. Progresívne Slovensko
25. REPUBLIKA
26. SDKÚ - DS - Slovenská demokratická a kresťanská únia - Demokratická strana
27. Skúsme to inak
28. Sloboda a Solidarita
29. SLOVENSKÁ INICIATÍVA MENŠÍN
30. Slovenská národná strana
31. Slovenské Hnutie Obrody
32. SLOVENSKO
33. Slovenský PATRIOT
34. SLOVEXIT
35. SME RODINA
36. SMER - sociálna demokracia
37. Socialisti.sk
38. SOM SLOVENSKO - Strana obcí a miest
39. Spájame Občanov Slovenska - SOSK
40. SPOLOČNE OBČANIA SLOVENSKA
41. SPRAVODLIVOSŤ
42. SRDCE vlastenci a dôchodcovia - SLOVENSKÁ NÁRODNÁ JEDNOTA
43. STAROSTOVIA A NEZÁVISLÍ KANDIDÁTI
44. STRANA MODERNÉHO SLOVENSKA (SMS)
45. Strana rómskej koalície - SRK
46. Team Bratislava
47. Tím Kraj Nitra - Združenie kandidátov Nitrianskeho kraja
48. TÍM RUŽINOV
49. ÚSVIT
50. Vlastenecký blok
51. Volt Slovensko
52. ZA ĽUDÍ
53. ZDRAVÝ ROZUM
54. Zmena zdola, Demokratická únia Slovenska
55. ŽIVOT - národná strana